# Trucios-Turtzioz
Trucios-Turtzioz – gmina w Hiszpanii, w prowincji Biskaja, w Kraju Basków, o powierzchni 25,97 km². W 2011 roku gmina liczyła 538 mieszkańców.